# Rani Abbakka Chowta
Titre
Rani
1525 – 1570
Rani Abbakka Chowta est une souveraine indienne du XVIe siècle, reine de la ville d'Ullal, surtout connue pour avoir combattu les Portugais. Elle était membre de la dynastie Chowta qui régnait sur des parties de la côte du Karnataka, dans la région de Tulu Nadu (en), au sud-ouest de l'Inde, et appartenait au peuple toulouva (en). La capitale de la dynastie Chowta était Puttige ; la ville portuaire d'Ullal servait de capitale secondaire. Les Portugais ont fait plusieurs tentatives pour conquérir Ullal, dont la situation était stratégique. Abbakka a repoussé leurs attaques pendant plus de quatre décennies. Son courage lui a valu le nom d'Abhaya Rani (la reine intrépide),. Elle est considérée comme l'une des premières Indiennes à combattre le colonialisme, voire comme la « première combattante de la liberté de l'Inde »,. Dans l'État du Karnataka, elle est célébrée avec Rani Kittur Chennamma, Keladi Chennamma (en), Chennabhairadevi et Onake Obavva (en), comme une des plus grandes femmes guerrières et patriotes.

## Couronnement et mariage
Les Chowtas suivaient le système d'héritage matrilinéaire ( Aliyasantana ) de la communauté Digambara Jain Bunt ; c'est ainsi que l'oncle d'Abbakka l'a couronnée reine d'Ullal. Cet oncle, Tirumala Raya, a également formé Abbakka à la guerre et à la stratégie militaire.
L'oncle a négocié l'alliance matrimoniale entre Abbakka et Lakshmappa Arasa Bangaraja II, roi de la principauté de Banga à Mangalore. Cette alliance allait devenir une source d'inquiétude pour les Portugais. Le mariage, cependant, fut de courte durée et Abbakka retourna à Ullal. Aspirant, dès lors, à se venger d'Abbakka, son mari se joignit par la suite aux Portugais dans leur combat contre Abbakka.

## Contexte historique
Les Portugais ayant envahi Goa, dont ils ont pris le contrôle en 1510, ont cherché à étendre leur domination sur le sud et le long de la côte. Ils ont d'abord attaqué la côte sud de Kanara en 1525 et détruit le port de Mangalore. Ullal était un port prospère et une plaque tournante du commerce des épices vers l'Arabie et d'autres pays de l'ouest. Les Portugais, les Néerlandais et les Britanniques se disputaient le contrôle de la région d'Ullal, économiquement stratégique. Cependant, la résistance des chefs locaux était très forte. Ces dirigeants indiens avaient établi entre eux des alliances qui transcendaient les castes et les religions.
L'administration d'Abbakka comptait dans ses rangs des jaïns, des hindous ainsi que des musulmans. Pendant son règne au XVIe siècle, des hommes de Beary (en) avaient servi comme marins dans la force navale. L'armée de la reine était également composée de personnes de toutes les sectes et castes. Elle a noué des alliances avec les Zamorin de Calicut. Ensemble, ils ont tenu les Portugais à distance. Les liens matrimoniaux avec la dynastie Banga voisine ont renforcé l'alliance des dirigeants locaux. Elle a également obtenu le soutien du puissant roi Venkatappanayaka de Bidnur et a défié les forces portugaises.

## Batailles contre les Portugais
En 1555, les Portugais envoyèrent l'amiral Dom Álvaro da Silveira pour combattre Rani Abbaka qui avait refusé de leur rendre hommage. Dans la bataille qui a suivi, Rani Abbakka a repoussé l'offensive avec succès.
En 1557, les Portugais pillèrent Mangalore et la dévastèrent. En 1568, ils tentèrent de s'emparer d'Ullal mais Abbakka Rani leur résista une fois de plus. João Peixoto, un général portugais et sa flotte ont été envoyés par le vice-roi portugais António de Noronha. Ils ont réussi à prendre la ville d'Ullal et sont entrés dans la cour royale. Abbakka Rani, cependant, leur a échappé. Elle a trouvé refuge dans une mosquée, a rassemblé environ 200 de ses soldats et a lancé une attaque contre les Portugais. Dans la bataille qui a suivi, le général João Peixoto a été tué, soixante-dix soldats portugais ont été faits prisonniers. Lors de nouveaux combats, Abbakka Chowta et ses partisans ont tué l'amiral Mascarenhas et forcé les Portugais à quitter le fort de Mangalore.
Les Portugais ont de nouveau pris le fort de Mangalore et Kundapur (Basrur). Malgré ces conquêtes, Rani Abbakka constituait pour eux une menace. Avec l'aide du mari séparé de la reine, ils ont entrepris d'attaquer Ullal. Des batailles violentes ont suivi, mais Abbakka Rani a résisté. En 1570, elle a formé une alliance avec le sultan Bijapur d'Ahmed Nagar et le Zamorin de Calicut, qui s'opposaient également aux Portugais. Kutty Pokar Markar, le général de Zamorin combattit au nom d'Abbakka et détruisit le fort portugais de Mangalore, mais fut tué par les Portugais à son retour. À la suite de ces pertes et de la trahison de son mari, Abbakka a perdu la guerre, a été arrêtée et emprisonnée.

## Postérité

### Folklore et légende
Selon les récits traditionnels, Rani Abbaka était une reine immensément populaire. Signe de cette popularité, elle fait encore aujourd'hui partie du folklore. Son histoire a été transmise de génération en génération à travers des chansons folkloriques et le Yakshagana, un théâtre folklorique populaire de la côte du Karnataka. Dans Daiva Kola, une danse rituelle locale, le personnage en transe raconte les hauts faits d'Abbakka Mahadevi. Abbakka est dépeinte comme sombre et belle, toujours vêtue de vêtements simples comme une roturière. Elle est décrite comme une reine attentionnée qui travaillait jusque tard dans la nuit pour rendre la justice. Les légendes prétendent également qu'Abbakka était la dernière personne connue à avoir utilisé l'Agnivana (flèche de feu) dans son combat contre les Portugais. Certains récits affirment également qu'elle avait deux filles tout aussi vaillantes qui ont combattu à ses côtés dans ses guerres contre les Portugais.

### Commémorations
La mémoire d'Abbakka est très chère dans sa ville natale d'Ullal. Le "Veera Rani Abbakka Utsava" est une célébration annuelle organisée en sa mémoire. Le prix Veera Rani Abbakka Prashasti est décerné à des femmes distinguées à cette occasion. Le 15 janvier 2003, le service postal indien a publié une couverture spéciale sur Rani Abbakka. Il y a eu des appels pour donner son nom à l'aéroport de Bajpe. Une statue en bronze de la reine a été érigée à Ullal et une autre à Bangalore. Amar Chitra Katha (en) a publié un livre intitulé Rani Abbakka Chowta, the Fearless Warrior Queen of Tulu Nadu (Rani Abbakka - La reine qui ne connaissait pas la peur). L'Académie Karnataka Itihasa a appelé à renommer la route de la Reine dans la capitale de l'État en « route Rani Abbakka Devi ».

## Navire militaire Rani Abbakka
Le navire de la Garde côtière indienne ICGS Rani Abbakka, le premier d'une série de cinq patrouilleurs côtiers (IPV) construits à Hindustan Shipyard Ltd porte le nom d'Abbakka Mahadevi et a été mis en service à Visakhapatnam le 20 janvier 2012 ; il est basé à Chennai,.

### Prix Veer Rani Abakka
Le prix Veera Rani Abbakka  est décerné aux femmes distinguées qui ont apporté une contribution dans divers domaines. Ainsi par exemple le prix Abbakka 2018-19 a été décerné au Dr Sandhya Pai, pour ses réalisations dans le domaine de la littérature et à Urmila Ramesh Kumar, pour ses réalisations dans divers domaines à l'exception de la littérature.